# Music Box Tour
Music Box Tour è il primo tour della cantautrice Mariah Carey, per promuovere l'album Music Box.

## Storia del Tour
Questo fu il primo tour della Carey. Non aveva fatto molte esibizioni in pubblico nei suoi primi anni nell'industria discografica ed era divenuta una star con due album e cinque singoli alla numero uno prima ancora di aver sfondato.

## Il Concerto
I musicisti prendevano posto sul palco durante la canzone "They Call the Wind Mariah" dal musical Paint Your Wagon.
Lo spettacolo includeva il principale collaboratore della Carey all'epoca, Walter Afanasieff, alle tastiere, accompagnato da una band. Un coro gospel appariva durante alcune canzoni, una pratica che la Carey avrebbe ripreso in alcuni tour successivi. Ballerini erano presenti sul palco, ma la Carey non ballò con loro, un rifiuto che avrebbe mantenuto fino ad un piccolo accenno di coreografia nel Daydream World Tour del 1996. Contrariamente ai suoi tour successivi, tuttavia, la Carey mantenne un cambio di abiti minimo, con al massimo uno prima del bis.

### Scaletta
1. Emotions
2. Love Takes Time
3. Now that I Know
4. Without You
5. Dreamlover
6. Someday
7. I Don't Wanna Cry
8. Vanishing
9. Make It Happen
10. Hero
11. All in Your Mind
12. Just Be Good to Me
13. I'll Be There
14. Vision of Love
15. Anytime You Need a Friend
16. Emotions (Outro)

## Date del tour
| America del Nord |             |             |                        |
| Data             | Città       | Paese       | Luogo                  |
| 14 luglio 1993   | New York    | Stati Uniti | Proctor's Theatre      |
| 3 novembre 1993  | Miami       | Stati Uniti | Miami Arena            |
| 9 novembre 1993  | Worcester   | Stati Uniti | Worcester Centrum      |
| 17 novembre 1993 | Rosemont    | Stati Uniti | Rosemont Horizon       |
| 23 novembre 1993 | Los Angeles | Stati Uniti | Universal Amphitheatre |
| 2 dicembre 1993  | Filadelfia  | Stati Uniti | The Spectrum           |
| 10 dicembre 1993 | New York    | Stati Uniti | Madison Square Garden  |